# Inopilco
Inopilco är en ort i Mexiko.   Den ligger i kommunen Piaxtla och delstaten Puebla, i den sydöstra delen av landet, 170 km sydost om huvudstaden Mexico City. Inopilco ligger 1 003 meter över havet och antalet invånare är 104.
Terrängen runt Inopilco är lite kuperad. Runt Inopilco är det ganska glesbefolkat, med 31 invånare per kvadratkilometer. Närmaste större samhälle är Tulcingo de Valle, 19,3 km sydväst om Inopilco. I omgivningarna runt Inopilco växer huvudsakligen savannskog.